# St. Petersinsel
Die St. Petersinsel, auch Sankt Petersinsel (frz. Île Saint-Pierre) ist die einzige Insel des Bielersees im bernischen Seeland in der Schweiz. Sie liegt im Südwesten des Sees bei Erlach, ist seit der zweiten Hälfte des 19. Jahrhunderts über eine flache Landzunge mit dem Festland verbunden und somit eigentlich eine Halbinsel. Ein künstlich angelegter und für Boote passierbarer Durchstich beim Hafen von Erlach trennt jedoch diese Landzunge vom Festland ab.
Die Insel ist im Besitz der Burgergemeinde Bern und gehört politisch zur Gemeinde Twann-Tüscherz. Die Grenze zu Erlach verläuft auf der später entstandenen Landzunge, wo am Heideweg ein Grenzstein steht.

## Geographie
Die Insel ist bei einer Länge von 4,7 Kilometern im Nordosten maximal 750 Meter breit, in Ufernähe stellenweise 180 Meter. Die Fläche beträgt 1,76 km². Die höchste Erhebung, die Riedmatt mit einer Höhe von 474 Metern (45 Meter über dem Seespiegel), liegt ganz im Nordosten.
Vor der ersten Juragewässerkorrektion, die 1891 abgeschlossen wurde und eine Senkung des Seespiegels um 2,5 Meter bewirkte, bestanden zwei Inseln: die damals noch wesentlich kleinere St. Petersinsel im nordöstlichen Bereich der heutigen Insel, und die noch kleinere Chüngeliinsel (Kanincheninsel) rund 700 Meter südwestlich davon. Die beiden Inseln entstanden wie der Bielersee in der letzten Eiszeit als Überbleibsel der sich zurückziehenden Gletscher. Sie wuchsen durch die Juragewässerkorrektion zu einer zusammen, und eine fast drei Kilometer lange Erweiterung in Richtung südwestliches Seeufer bei Erlach fiel trocken. Auf dieser Landzunge verbindet seither der Heideweg Erlach mit der Insel. Bei extremem Hochwasser wird diese Verbindung zum Teil überflutet. Der Name Chüngeliinsel wird noch auf aktuellen Karten verwendet. Dort ist eine Erhebung von 444,7 Metern verzeichnet, rund 16 Meter über dem Seespiegel.
Der ab und zu überflutete und artenreiche Heideweg sowie die Wälder auf der Insel stehen unter Naturschutz.
Erreichbar ist die Insel per Schiff sowie von Erlach her zu Fuss oder mit dem Fahrrad. Sehr beliebt ist die Insel wegen der zahlreichen Grillstellen direkt am Wasser.

## Geschichte

Luftbild (1958)

Die St. Petersinsel ist nachweislich seit prähistorischer Zeit besiedelt. Ausgrabungen förderten Funde aus der Spätbronzezeit wie auch aus der Hallstattzeit zutage. Während der römischen Zeit stand auf der Insel ein ausgedehnter Sakral- bzw. Tempelbezirk, dessen Steinmaterial im frühen und hohen Mittelalter mehrfach zur Errichtung von Klosterbauten wiederverwendet wurde. Weiter wurden Spuren von einer merowingischen Grablege und eines karolingischen Holzklosters entdeckt.
Das Kloster wurde wohl im 8. Jahrhundert gegründet und in der ersten Hälfte des 10. Jahrhunderts baulich erweitert. Mitte des 11. Jahrhunderts entstand dann eine grosse Basilika im Stil der Frühromanik und wenig später wurde eine neue Klosteranlage errichtet. Für diese frühen Klosterphasen liegen keine schriftliche Quellen vor.
1107 schenkte Wilhelm III., Freigraf von Burgund und Graf von Mâcon (in der französischen Geschichtsschreibung als Wilhelm II. bezeichnet) der Abtei Cluny die in der Schenkungsurkunde «Grafeninsel» (insula comitum) genannte St. Petersinsel sowie Güter in Bellmund.
Das darauf in Bellmund gegründete Cluniazenser-Priorat wurde vor 1127 auf die Insel verlegt. Diese wurde fortan in Anlehnung an die Kirchenpatrone St. Peter und Paul als St. Petersinsel bezeichnet.
1484 wurde das Priorat aufgehoben und dem St. Vinzenzstift in Bern einverleibt. Nach der Reformation kam es 1530 an das Niedere Spital der Stadt Bern, dem heutigen Burgerspital, das zur Burgergemeinde Bern gehört. In deren Eigentum steht die St. Petersinsel bis heute.
1557 wurde die romanische Klosterkirche abgebrochen, eine typische burgundisch-cluniazensische Querschiffbasilika mit drei Apsiden.

1765 weilte der weltbekannte Philosoph Jean-Jacques Rousseau während sechs Wochen auf der St. Petersinsel, bis er von der Berner Regierung ausgewiesen wurde. Ein Denkmal auf der Insel erinnert an ihn und im Klosterhotel kann sein Zimmer besichtigt werden. In den Bekenntnissen und in den Träumereien verklärte Rousseau später die Erinnerung an seinen Aufenthalt auf der St. Petersinsel:
„Schon mehrfach habe ich an bezaubernden Orten gewohnt, aber keinem verdanke ich so wahrhaft glückliche Stunden und keinem trauere ich so innig nach wie der Petersinsel im Bieler See. […] Ich halte diese zwei Monate für meine glücklichste Zeit – so glücklich, dass es für mein ganzes Erdendasein gereicht hätte, ohne dass in mir je der Wunsch aufgekommen wäre, anders zu leben.“
Auch Johann Wolfgang von Goethe, die Ehefrau Napoleons Joséphine sowie die Könige von Preussen, Schweden und Bayern besuchten die Insel.
Der Rebberg der St. Petersinsel geht auf die Zeit des Cluniazenserordens zurück, der ab dem 12. Jahrhundert auf der Insel ansässig war.
Die Klostergebäude wurden später zum Hotel- und Restaurantbetrieb umgenutzt. Seit 1965 keltert das Rebgut der Stadt Bern den Inselwein für die Burgergemeinde Bern in La Neuveville. Ab 2009 wurde der Rebbaubetrieb durch die Burgergemeinde Bern, die weiterhin Grundeigentümerin der St. Petersinsel bleibt, an das Rebgut der Stadt Bern verpachtet.
Das heutige Restaurant und das Klosterhotel mit dem vom Inselbauern bewirtschafteten Gutshof sind die einzigen und zugleich die einzigen ganzjährig bewohnten Gebäude. Eine Gruppe von rund zwanzig Wochenendhäusern waren entlang des Heidewegs südwestlich der Chüngeliinsel gebaut worden, bevor am 19. Mai 2003 ein absoluter Baustopp und das Fahrverbot eingeführt wurden.
Das Klosterhotel mit Restaurant wird seit Ende der 1980er-Jahre von der Blausee AG gepachtet. 2023 wurde bekannt, dass die Blausee AG den Ende 2024 auslaufenden Pachtvertrag nicht verlängern lässt.

## Galerie

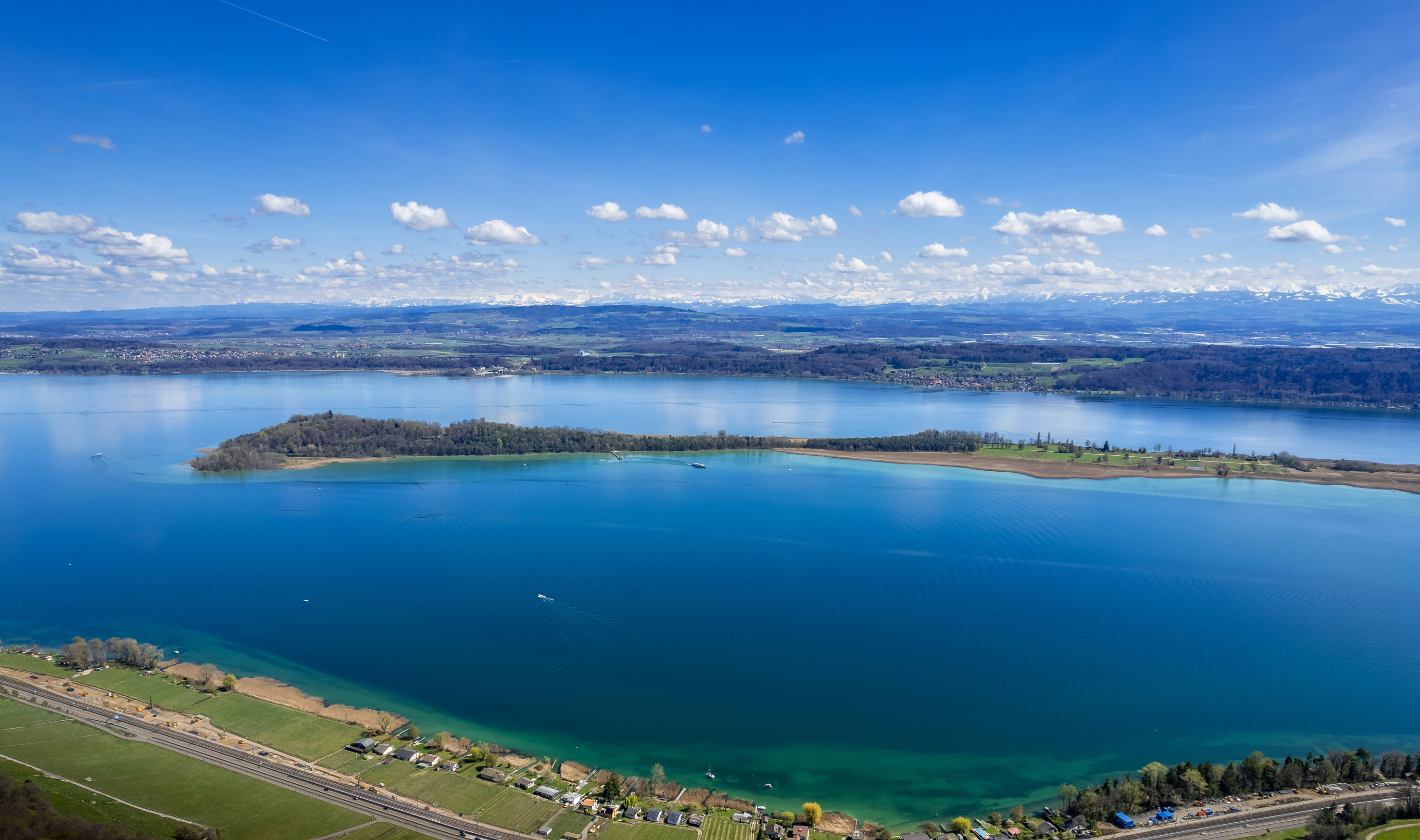
Ansicht aus Westen
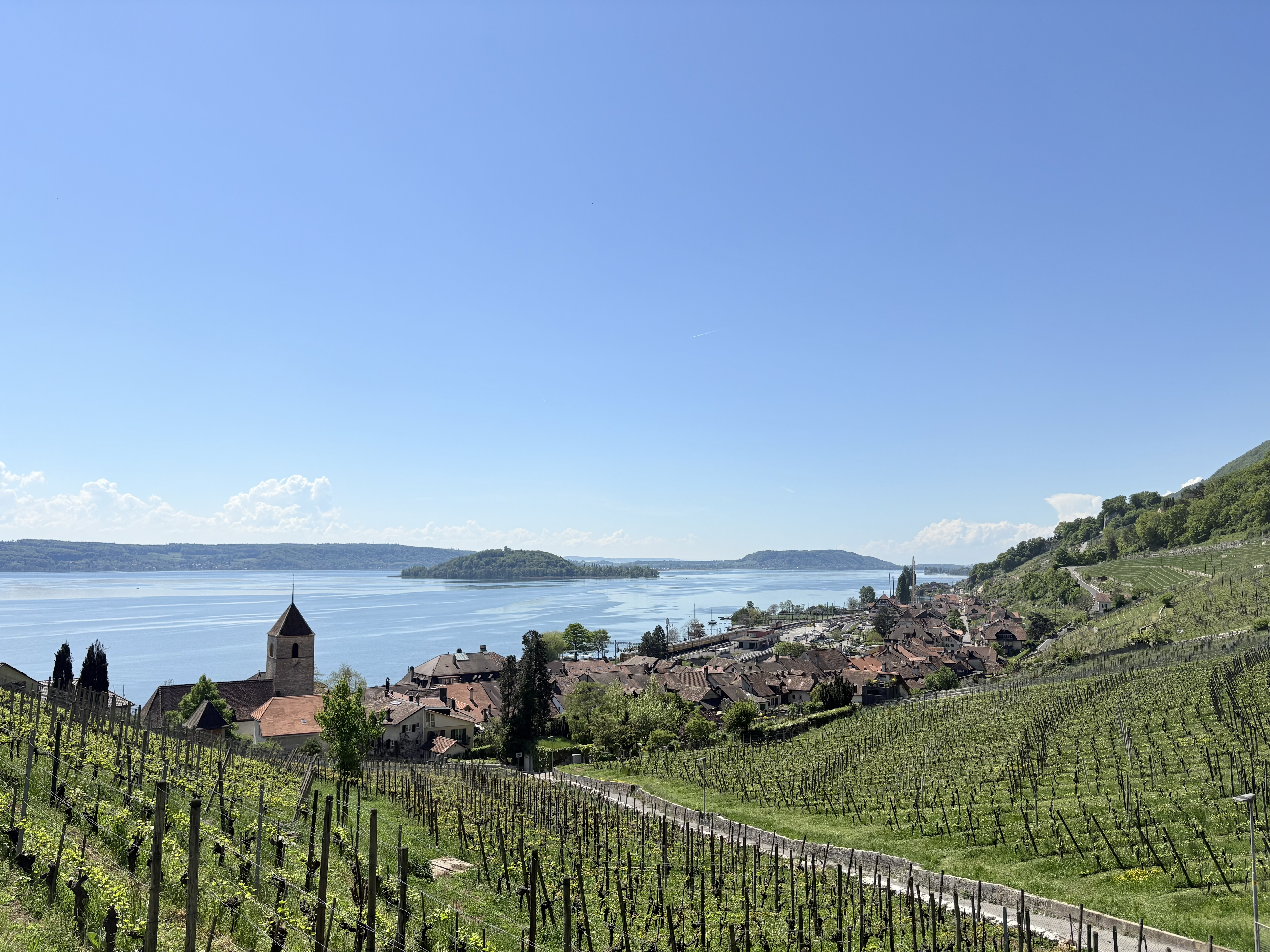
Blick aus Norden, vorne Twann
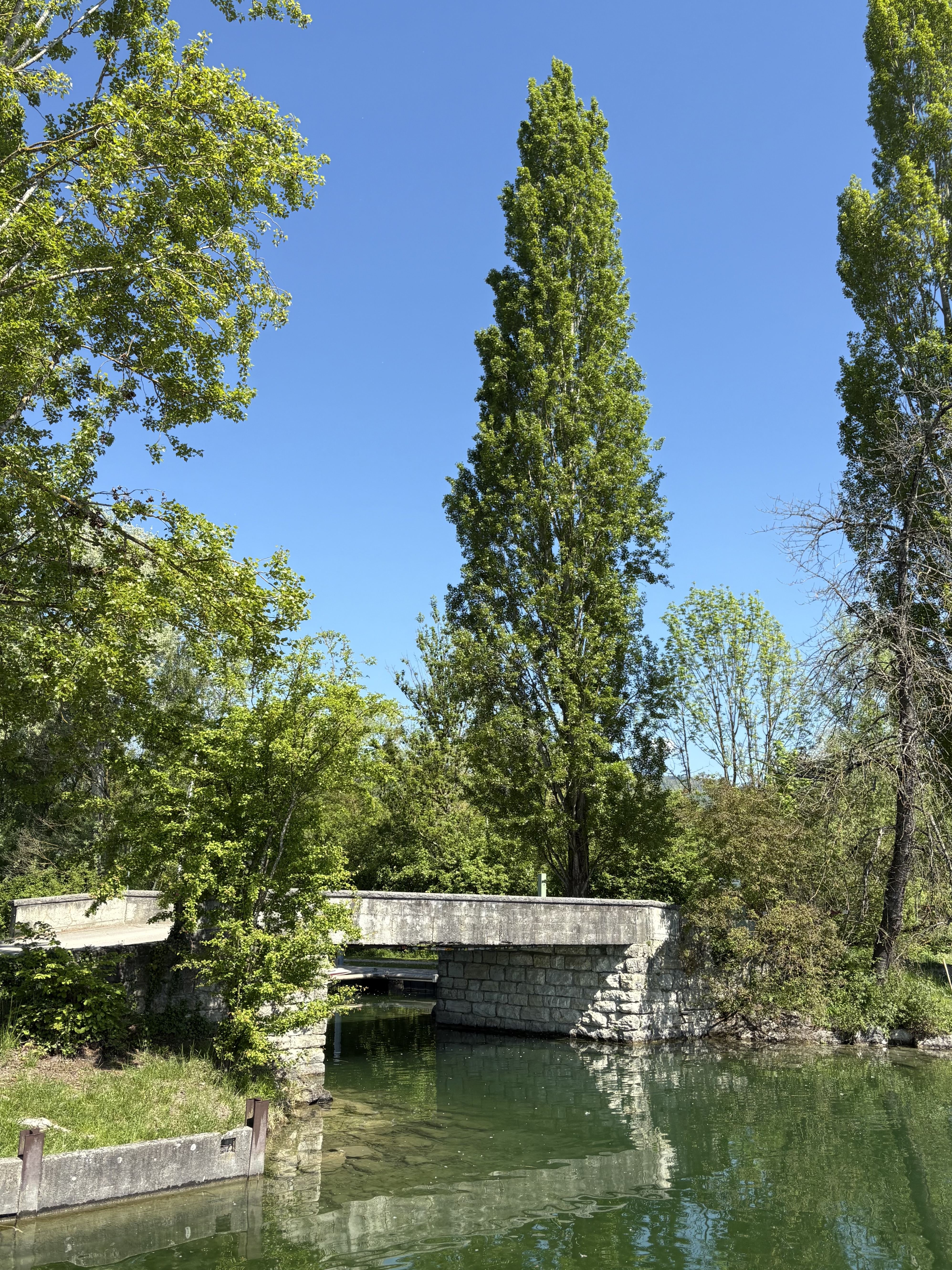
Brücke zur St. Petersinsel bei Erlach
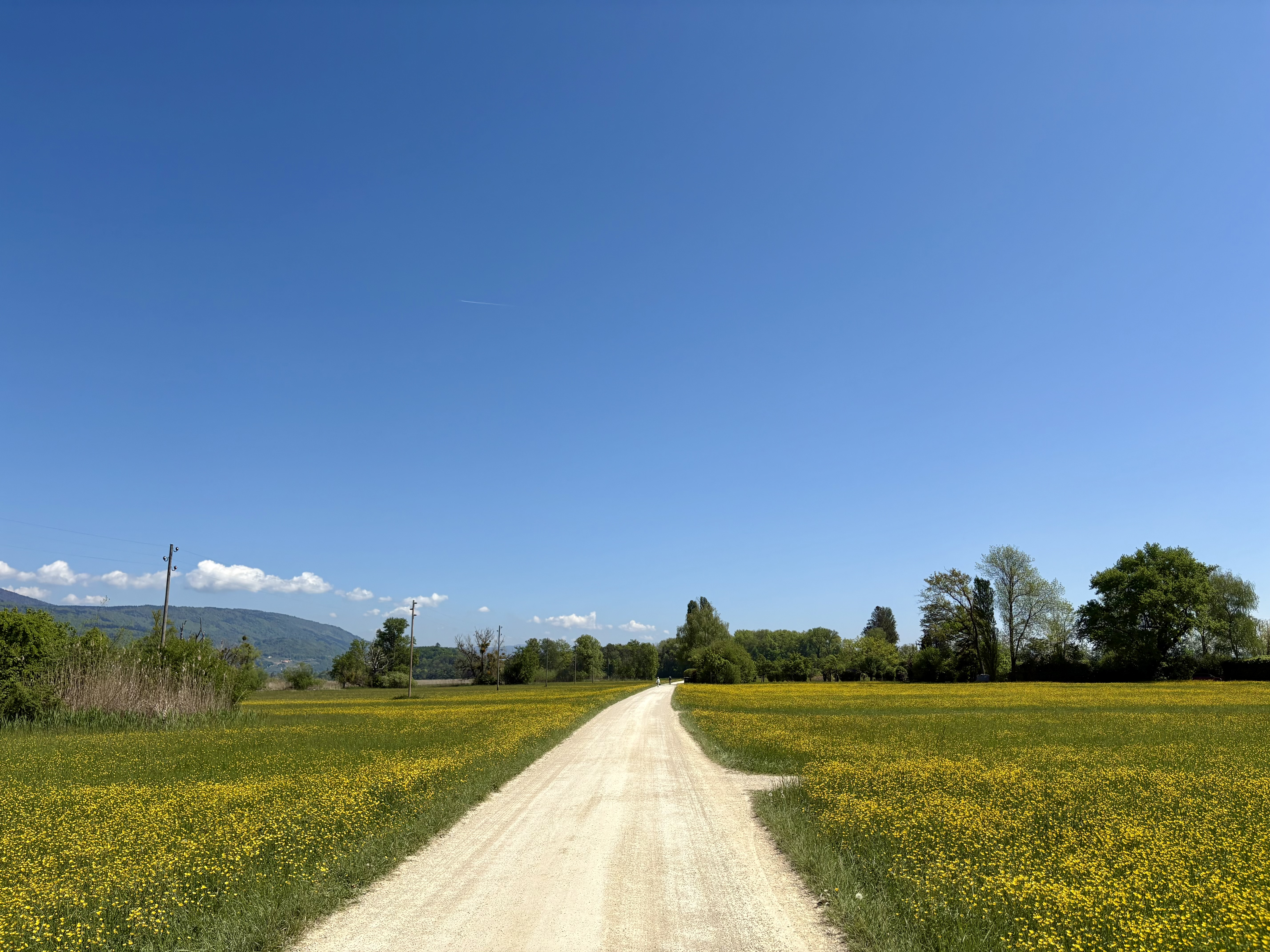
Heideweg von Erlach auf die St. Petersinsel
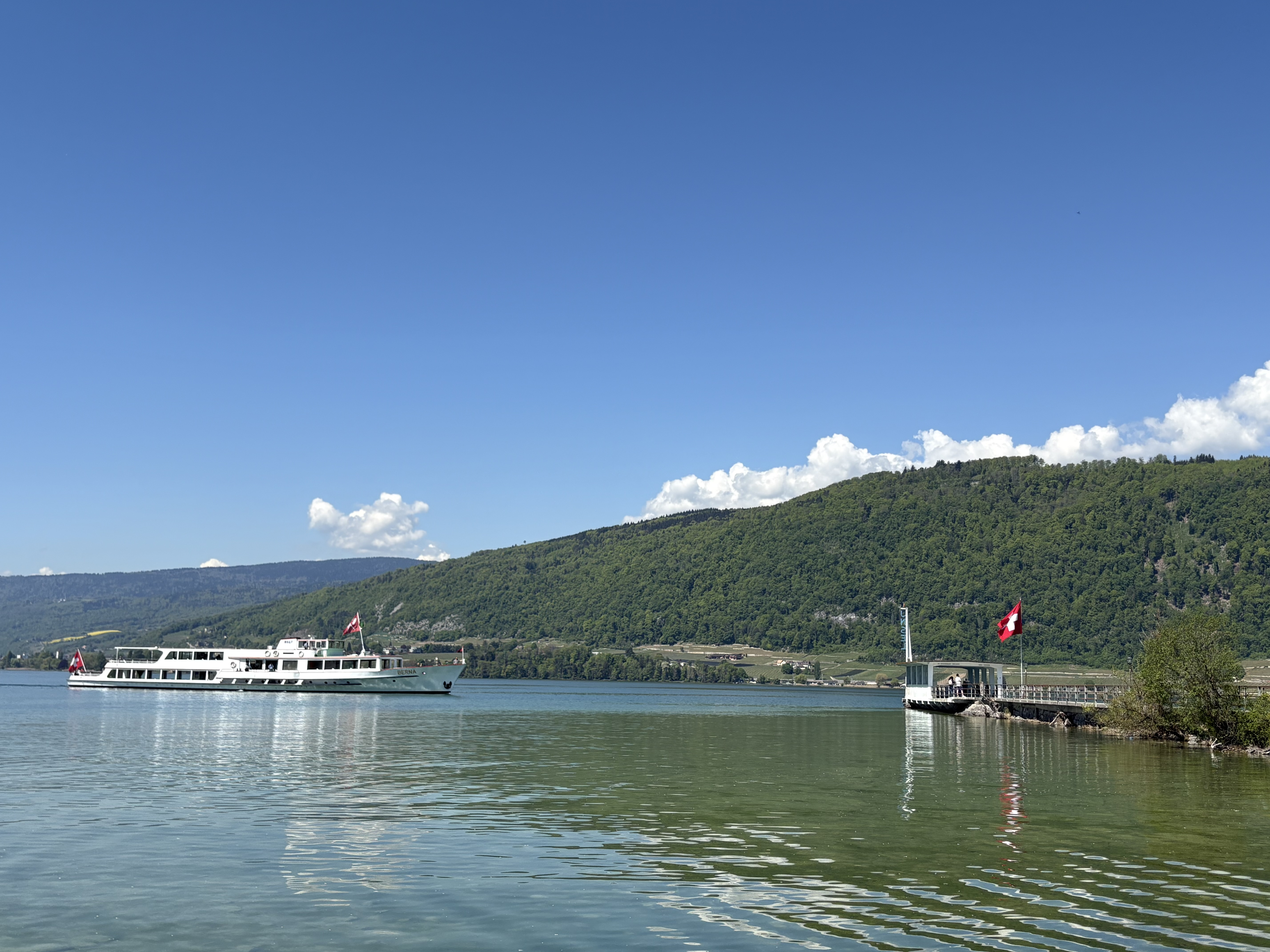
Anlegestelle Nord
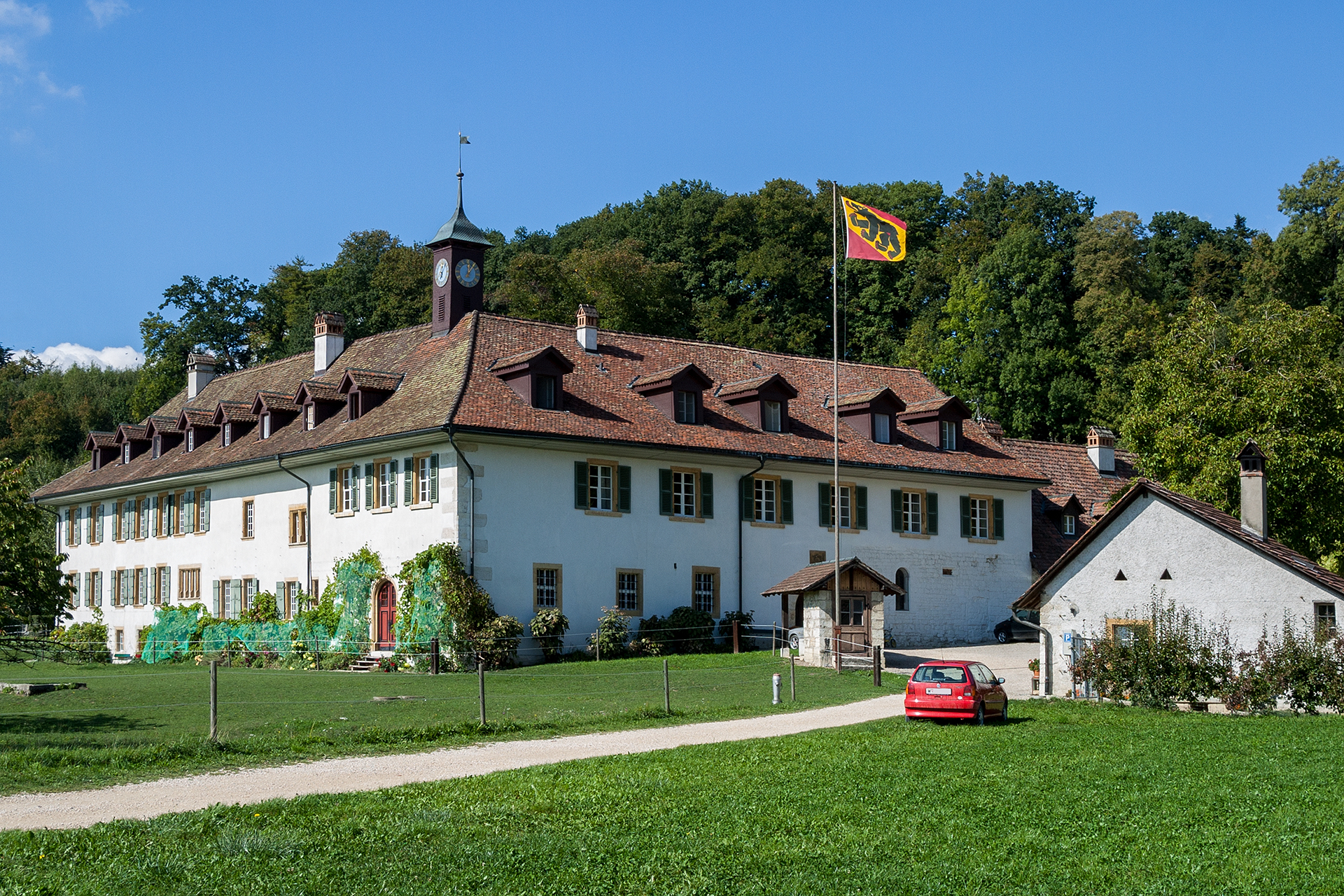
Hotel-Restaurant
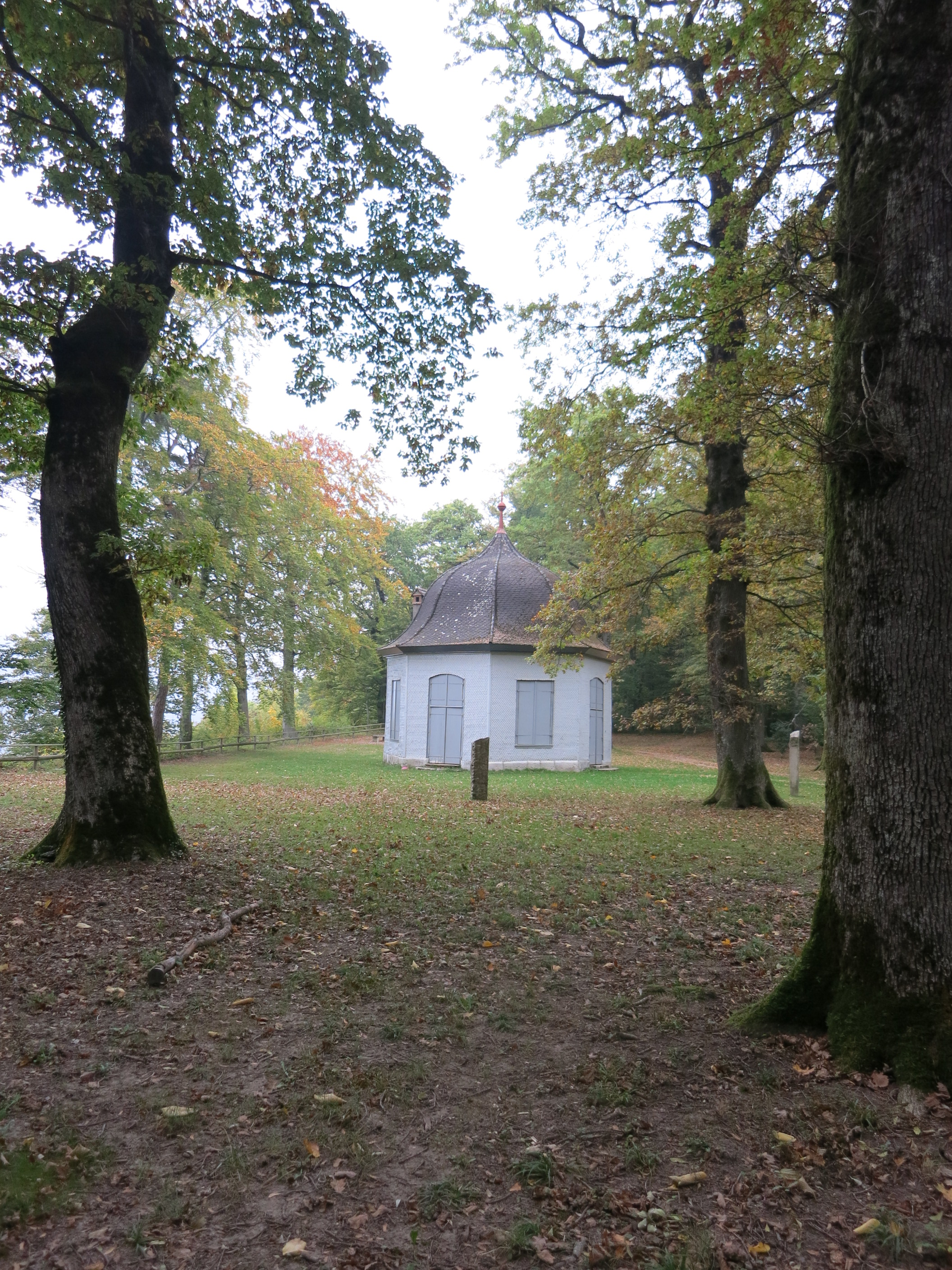
Pavillon von 1721
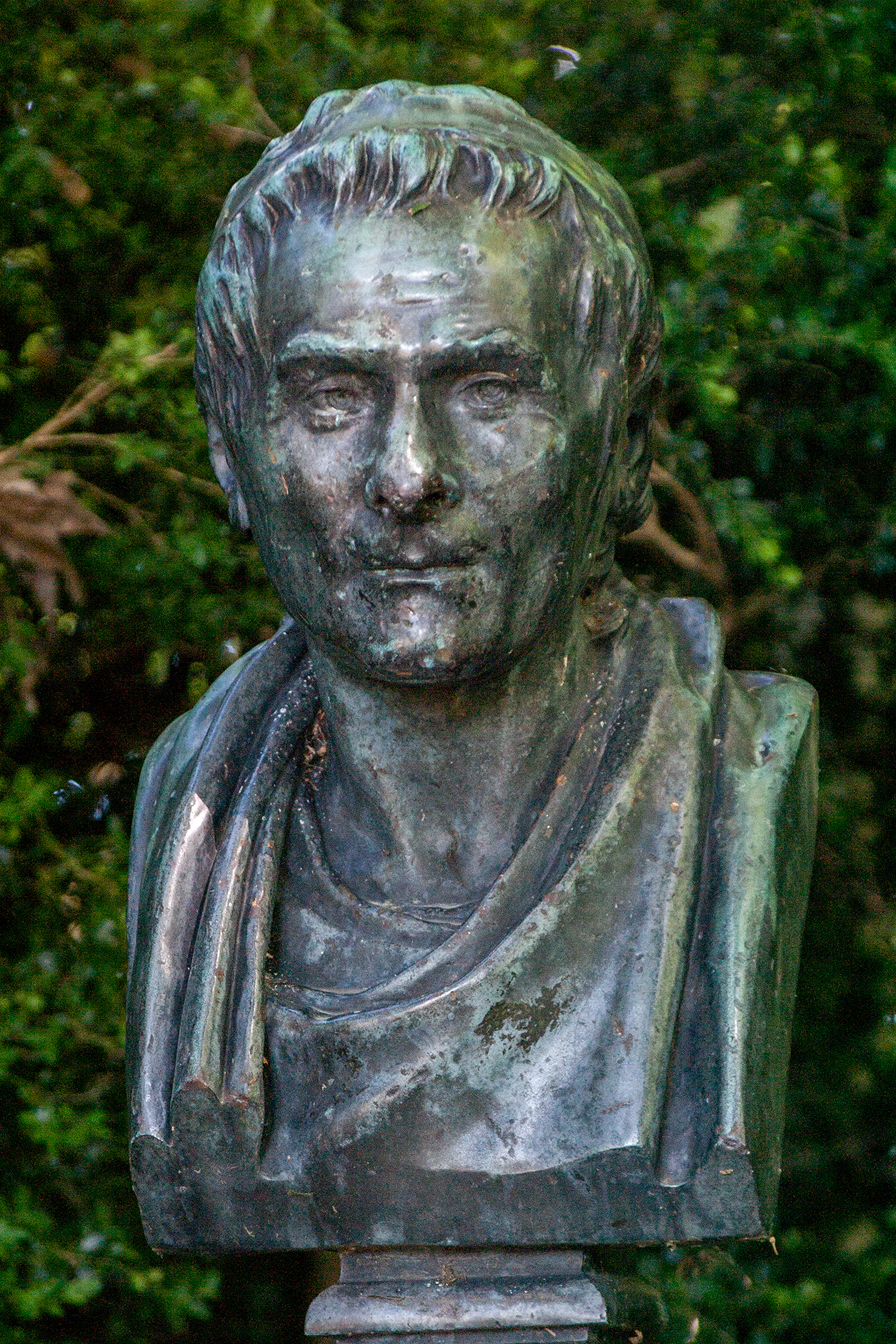
Büste von Jean-Jacques Rousseau